# Ruder-Europameisterschaften 1925
Die Ruder-Europameisterschaften 1925 fanden vom 3. bis 4. September auf der Moldau in der tschechoslowakischen Hauptstadt Prag statt.

## Ergebnisse
| Bootsklasse            | Gold | Silber | Bronze                                                                                         |
| ---------------------- | --- | --- | ---------------------------------------------------------------------------------------------- |
| Einer                  | Constant Pieterse | Josef Schneider | Andrzej Osiecimski-Czapski                                                                     |
| Doppelzweier           | Frankreich Jean-Pierre Stock Marc Detton | Schweiz Rudolf Bosshard Max Schmid | Tschechoslowakei Josef Straka Julius Gerhardt                                                  |
| Zweier ohne Steuermann | Schweiz Alois Reinhard Willy Siegenthaler | Niederlande Jean-Baptiste van Silfhout Johannes van der Vegte | Tschechoslowakei Antonín Snabl Emil Novotný                                                    |
| Zweier mit Steuermann  | Schweiz Alois Reinhard Willy Siegenthaler Walter Ludin (Steuermann)                                                                                                | Frankreich | Niederlande Hein van Suylekom Carel van Wankum C. Quispel (Steuermann)                         |
| Vierer ohne Steuermann | Schweiz Kurt Pfeiffer Alfred Probst Hermann Haller Arthur Dreyfus                                                                                                  | Niederlande Jean-Baptiste van Silfhout Jacob Brandsma Johannes van der Vegte Th. Wennekendonk                                                                             | Italien Renato Petruzzelli Luigi Arciuli Rolando Gantes Giuseppe Magaletti                     |
| Vierer mit Steuermann  | Italien Remigio Genzo Alberto Privilegi Mimo Mantegnacco Elio Grio Mario Martinelli (Steuermann)                                                                   | Ungarn Lajos Wick Sándor Hautzinger Béla Blum Zoltán Török Károly Koch (Steuermann)                                                                                       | Schweiz Édouard Candeveau Hans Winzeler Charles Liechti Max Pfeiffer Walter Ludin (Steuermann) |
| Achter                 | Schweiz Karl Schöchlin Hans Schöchlin Moritz Müller Wilhelm Wippermann Paul Käser Charles Holenstein Julien Comtesse Hans Rüfenacht Theophil Mosimann (Steuermann) | Niederlande J. H. Brommet Teun Beijnen Th. P. Tromp Albert Ooiman F. M. Joseph H. P. J. van Ketwich Verschuur Jan Huges W. H. van Heerdt Cornelis van Lummel (Steuermann) | Frankreich                                                                                     |

## Medaillenspiegel
| Platz  | Land             | Gold | Silber | Bronze | Gesamt |
| ------ | ---------------- | ---- | ------ | ------ | ------ |
| 1      | Schweiz          | 4    | 2      | 1      | 7      |
| 2      | Niederlande      | 1    | 3      | 1      | 5      |
| 3      | Frankreich       | 1    | 1      | 1      | 3      |
| 4      | Italien          | 1    | –      | 1      | 2      |
| 5      | Ungarn           | –    | 1      | –      | 1      |
| 6      | Tschechoslowakei | –    | –      | 2      | 2      |
| 7      | Polen            | –    | –      | 1      | 1      |
| Gesamt | Gesamt           | 7    | 7      | 7      | 21     |